# North Stoke, Oxfordshire
North Stoke är en by i civil parish Crowmarsh, i distriktet South Oxfordshire, i grevskapet Oxfordshire, i England. Byn är belägen 22 km från Oxford. North Stoke var en civil parish fram till 1932 när blev den en del av Crowmarsh. Civil parish hade 190 invånare år 1931. Byn nämndes i Domedagsboken (Domesday Book) år 1086, och kallades då Stoches.